# Schmutz
Pour les articles homonymes, voir Schmutz (homonymie).
Pour plus de détails, voir Fiche technique et Distribution.
Schmutz est un film autrichien réalisé par Paulus Manker, sorti en 1987.

## Synopsis
Un gardien de nuit, chargé de surveiller une vieille usine, devient fou. Son travail l'obsède, et l'amène à des actes de violence, jusqu'à commettre des meurtres.

## Fiche technique
- Titre : Schmutz
- Réalisation : Paulus Manker
- Scénario : Paulus Manker, Franz Novotny et Michael Haneke (dialogues)
- Production : Walter Hirscher, Klaus Jüptner, Paulus Manker et Kurt J. Mrkwicka
- Photographie : Walter Kindler
- Montage : Marie Homolkova
- Pays d'origine : Autriche
- Format : Couleurs
- Genre : Drame et thriller
- Durée : 100 minutes
- Date de sortie : 1987

## Distribution
- Fritz Schediwy : Joseph Schmutz
- Hans-Michael Rehberg : Oberkontrollor
- Siggi Schwientek : Fux
- Josefin Platt
- Mareile Geisler
- Axel Böhmert
- Günter Bothur
- Constanzia Hochle
- Hanno Pöschl